# Nuno Santos (Fußballspieler, 1995)
Nuno Miguel Gomes dos Santos (* 13. Februar 1995 in Trofa) ist ein portugiesischer Fußballspieler. Aktuell steht er bei Sporting Lissabon unter Vertrag.

## Karriere
Nuno Santos begann seine Karriere in der Jugendmannschaft seines Geburtsortes, beim CD Trofense. Nach seiner Ausbildung beim FC Porto spielte er eine Saison lang auf Leihbasis beim Padroense FC. Sein Debüt als Profi gab er beim Benfica Lissabon. Nach einem kurzen Aufenthalt beim Vitória Setúbal, wechselte er im Sommer 2017 zum Rio Ave FC, wo er sich endgültig etablieren konnte und in drei Spielzeiten 66 Spiele bestritt und sechs Tore erzielte.
Im August 2020 unterzeichnete Nuno Santos einen Fünfjahresvertrag bei Sporting. Er etablierte sich sofort als wichtige Kraft auf der linken Angriffsseite des Teams und wurde ein Schlüsselspieler beim Gewinn des Ligapokals und der nationalen Meisterschaft in der Saison 2020/21. In dieser Saison war er auch führend in der Anzahl der Torvorlagen.
Nuno Santos belegte mit seinem Tor gegen Boavista Porto den zweiten Platz im Rennen um den Puskás-Preis für das beste Tor des Jahres 2023 hinter Guilherme Madruga, mit einem Unterschied von vier Stimmen. Dennoch war der Flügelspieler von Sporting der Favorit der Fans.

## Titel und Auszeichnungen
Benfica Lissabon
- Primeira Liga (1): 2015/16

Sporting Lissabon
- Supertaça Cândido de Oliveira (1): 2022
- Taça de Portugal: (1) 2024/25[4]
- Taça da Liga (2): 2020/21, 2021/22
- Primeira Liga (3): 2020/21, 2023/24, 2024/25[5]

Individuell
- 2. Platz beim FIFA-Puskás-Preis 2023